# Cotas
Cotas é uma povoação portuguesa do Município de Alijó que foi sede da extinta Freguesia de Cotas, freguesia que tinha 15,39 km² de área e 245 habitantes (2011), e, por isso, uma densidade populacional de 15,9 hab/km². 
A Freguesia de Cotas foi extinta (agregada) em 2013, no âmbito de uma reforma administrativa nacional, tendo sido agregada à freguesia de Castedo, para formar uma nova freguesia denominada União das Freguesias de Castedo e Cotas com sede em Castedo.
A Quinta da Romaneira situa-se nesta localidade.

## População
| Número de habitantes | Número de habitantes | Número de habitantes | Número de habitantes | Número de habitantes | Número de habitantes | Número de habitantes | Número de habitantes | Número de habitantes | Número de habitantes | Número de habitantes | Número de habitantes | Número de habitantes | Número de habitantes | Número de habitantes |
| -------------------- | -------------------- | -------------------- | -------------------- | -------------------- | -------------------- | -------------------- | -------------------- | -------------------- | -------------------- | -------------------- | -------------------- | -------------------- | -------------------- | -------------------- |
| 1864                 | 1878                 | 1890                 | 1900                 | 1911                 | 1920                 | 1930                 | 1940                 | 1950                 | 1960                 | 1970                 | 1981                 | 1991                 | 2001                 | 2011                 |
| 711                  | 871                  | 850                  | 604                  | 619                  | 463                  | 546                  | 617                  | 822                  | 606                  | 360                  | 420                  | 389                  | 273                  | 245                  |

(Obs.: Número de habitantes "residentes", ou seja, que tinham a residência oficial neste concelho à data em que os censos  se realizaram.)
| Distribuição da População por Grupos Etários em 2001 e 2011 | Distribuição da População por Grupos Etários em 2001 e 2011 | Distribuição da População por Grupos Etários em 2001 e 2011 | Distribuição da População por Grupos Etários em 2001 e 2011 | Distribuição da População por Grupos Etários em 2001 e 2011 | Distribuição da População por Grupos Etários em 2001 e 2011 | Distribuição da População por Grupos Etários em 2001 e 2011 | Distribuição da População por Grupos Etários em 2001 e 2011 | Distribuição da População por Grupos Etários em 2001 e 2011 | Distribuição da População por Grupos Etários em 2001 e 2011 |
| ----------------------------------------------------------- | ----------------------------------------------------------- | ----------------------------------------------------------- | ----------------------------------------------------------- | ----------------------------------------------------------- | ----------------------------------------------------------- | ----------------------------------------------------------- | ----------------------------------------------------------- | ----------------------------------------------------------- | ----------------------------------------------------------- |
| Idade                                                       | 0-14                                                        | 15-24                                                       | 25-64                                                       | > 65                                                        |                                                             | 0-14                                                        | 15-24                                                       | 25-64                                                       | > 65                                                        |
| 2001                                                        | 40                                                          | 47                                                          | 133                                                         | 53                                                          |                                                             | 14,7%                                                       | 17,2%                                                       | 48,7%                                                       | 19,4%                                                       |
| 2011                                                        | 30                                                          | 17                                                          | 135                                                         | 63                                                          |                                                             | 12,2%                                                       | 6,9%                                                        | 55,1%                                                       | 25,7%                                                       |